# NGC 2350
NGC 2350 è una galassia lenticolare situata nella costellazione del Cane Minore, a una distanza di circa 98 milioni di anni luce dalla nostra Via Lattea.

## Scoperta
La galassia è stata scoperta il 18 gennaio 1874 dall'astronomo francese Édouard Stephan.